# Caloplaca diphasia
Caloplaca diphasia är en lavart som först beskrevs av Edward Tuckerman, och fick sitt nu gällande namn av Wetmore. Caloplaca diphasia ingår i släktet orangelavar och familjen Teloschistaceae.   Inga underarter finns listade i Catalogue of Life.